# Máy phát điện

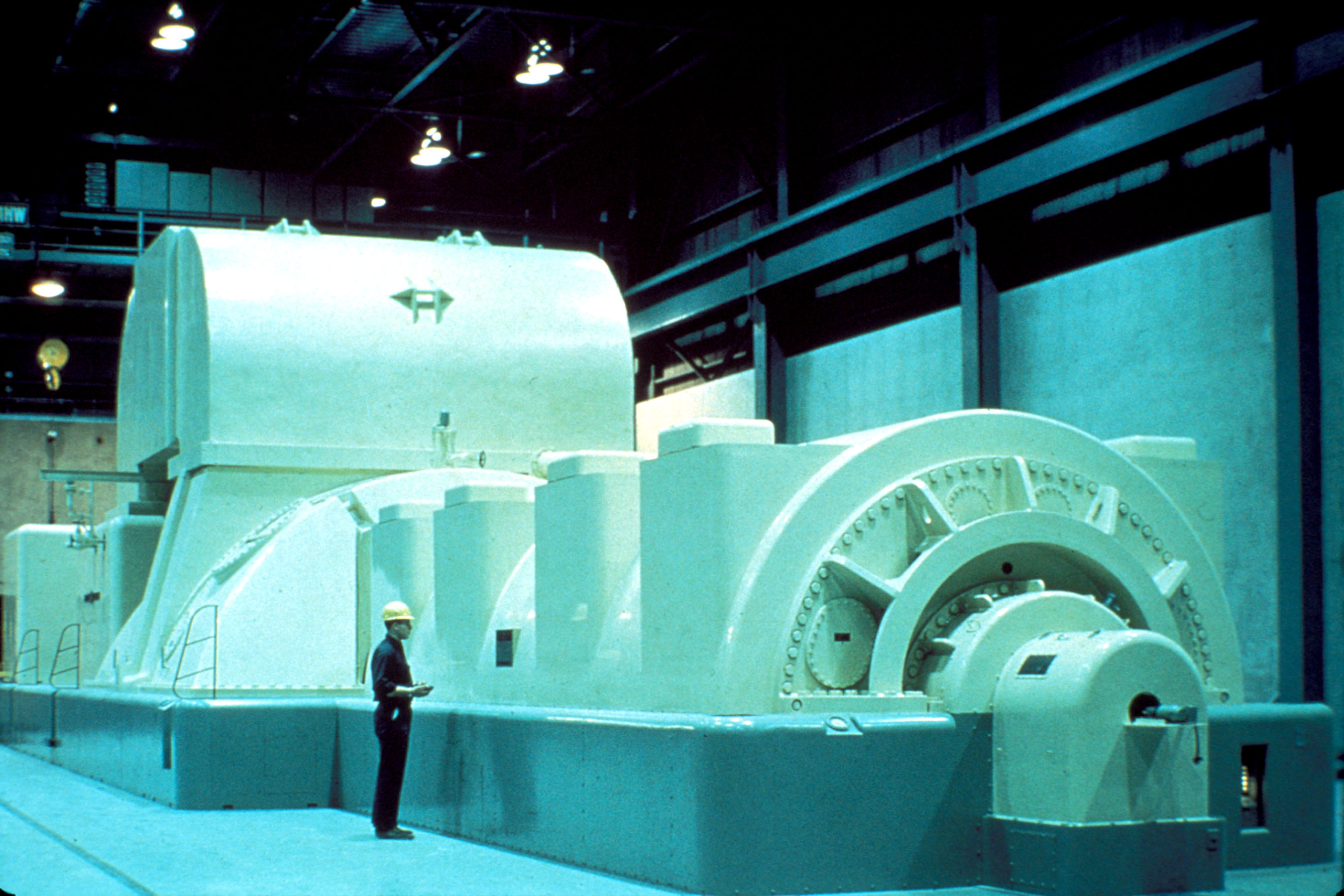
Hình ảnh tua bin máy phát điện hạt nhân của Mỹ

Máy phát điện là thiết bị biến đổi cơ năng thành điện năng thông thường sử dụng nguyên lý cảm ứng điện từ. Nguồn cơ năng sơ cấp có thể là các động cơ tua bin hơi, tua bin nước, động cơ đốt trong, tua bin gió hoặc các nguồn cơ năng khác.
Máy phát có hai loại chính là máy phát điện xoay chiều (alternator) và một chiều (dynamo).
Máy phát điện đầu tiên được sáng chế vào năm 1831 là đĩa Faraday, do nhà khoa học người Anh Michael Faraday.
Để chuyển đổi ngược điện năng sang cơ năng, người ta dùng động cơ điện. Máy phát điện và động cơ điện có rất nhiều đặc điểm giống nhau, vậy nên một số loại động cơ có thể biến thành máy phát điện để tạo ra điện năng.
Máy phát điện giữ một vai trò then chốt trong các thiết bị cung cấp điện. Nó thực hiện ba chức năng: phát điện, chỉnh lưu, hiệu chỉnh điện áp.

## Lịch sử phát triển

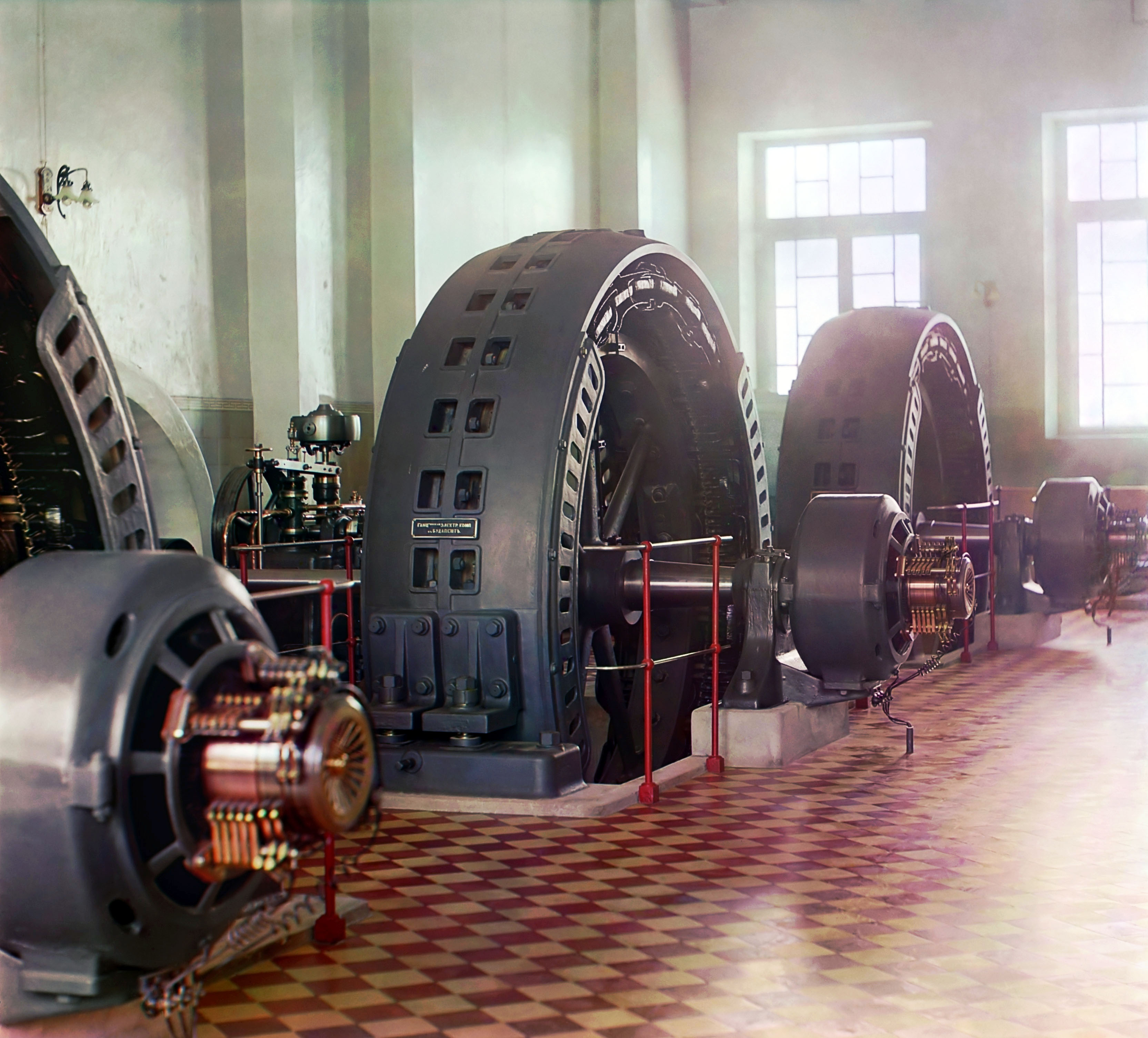
Máy phát điện xoay chiều vào đầu thập kỉ 20, chế tạo tại Budapest, Hungary, trong buồng phát của một trạm thủy điện

Trước khi từ tính và điện năng được khám phá, các máy phát điện đã sử dụng nguyên lý tĩnh điện. Máy phát điện Wimshurst đã sử dụng cảm ứng tĩnh điện. Máy phát Van de Graaff đã sử dụng một trong hai cơ cấu sau:
- Điện tích truyền từ điện cực có điện áp cao
- Điện tích tạo ra bởi sự ma sát

Máy phát tĩnh điện được sử dụng trong các thí nghiệm khoa học yêu cầu điện áp cao. Vì sự khó khăn trong việc tạo cách điện cho các máy phát tạo điện áp cao, cho nên máy phát tĩnh điện được chế tạo với công suất thấp và không bao giờ được sử dụng cho mục đích phát điện thương mại.

### Đĩa Faraday
Nguyên lý hoạt động của máy phát điện được khám phá vào khoảng năm 1831-1832 bởi Michael Faraday. Nguyên lý như sau: một sức điện động được tạo ra trong một cuộn dây dẫn bởi từ thông biến thiên bao quanh nó. Nguyên lý này sau này được gọi là Định luật cảm ứng Faraday.
Sau đó, Ông ta cũng đã chế tạo máy phát điện từ đầu tiên được gọi là "đĩa Faraday", nó dùng một đĩa bằng đồng quay giữa các cực của một nam châm hình móng ngựa. Nó đã tạo ra một điện áp một chiều nhỏ và dòng điện lớn.

### Dynamo
Dynamo là máy phát điện đầu tiên có khả năng cung cấp điện năng cho công nghiệp. Dynamo sử dụng nguyên lý cảm ứng điện từ để biến đổi năng lượng quay cơ học thành dòng điện một chiều. Cấu tạo của dynamo bao gồm một kết cấu tĩnh mà nó tạo ra từ trường mạnh và một cuộn dây quay. Ở các máy phát dynamo nhỏ, từ trường được tạo ra bằng các nam châm vĩnh cửu, đối với các máy lớn, từ trường được tạo ra bằng các nam châm điện.
Máy phát dynamo đầu tiên dựa trên nguyên lý Faraday được chế tạo vào năm 1832 do Hippolyte Pixii - một nhà chế tạo thiết bị đo lường. Máy này đã sử dụng một nam châm vĩnh cửu được quay bằng một tay quay. Nam châm quay được định vị sao cho cực Nam và cực Bắc của nó đi ngang qua một mẫu sắt được quấn bằng dây dẫn. Pixii phát hiện rằng nam châm quay đã tạo ra một xung điện trong dây dẫn mỗi lần một cực đi ngang qua cuộn dây. Ngoài ra, các cực Bắc và Nam của nam châm đã tạo ra một dòng điện có chiều ngược nhau. Bằng cách bổ sung một bộ chuyển mạch, Pixii đã có thể biến đổi dòng điện xoay chiều thành dòng điện một chiều.
Không giống như đĩa Faraday, nhiều vòng dây được nối nối tiếp được sử dụng trong cuộn dây chuyển động của dynamo. Điều này cho phép điện áp đầu cực của máy cao hơn so với đĩa Faraday tạo ra, do đó điện năng có thể phân phối ở mức điện áp thích hợp.
Mối quan hệ giữa chuyển động quay cơ học và dòng điện trong dynamo là quá trình thuận nghịch, nguyên lý về mô tơ điện đã được phát hiện khi người ta thấy rằng một máy dynamo có thể tạo ra cho một máy dynamo thứ hai quay nếu cấp dòng điện qua nó.

### Jedlik dynamo
Năm 1857, Anyos Jedlik bắt đầu thử nghiệm với các thiết bị quay có từ tính mà ông gọi là các rotor tự từ hóa. Trong mẫu vật đầu tiên của một bộ khởi động đơn cực, (đã được hoàn tất trong khoảng 1852 và 1854) cả phần tĩnh lẫn phần quay đều là nam châm điện. Ông đã trình bày nguyên lý của dynamo ít nhất là 6 tháng trước Ernst Werner von Siemens và Charles Wheatstone. Trên thực chất nguyên lý của nó là thay vì sử dụng nam châm vĩnh cửu, thì dùng 2 nam châm điện đối xứng nhau để tạo ra từ trường bao xung quanh rotor.

### Gramme dynamo
Cả hai thiết kế trên đều tồn tại một vấn đề như nhau: Chúng tạo ra những xung dòng điện nhọn đầu không mong muốn. Antonio Pacinotti, một nhà khoa học người Ý đã tìm cách giải quyết vấn đề bằng cách thay các cuộn dây tròn bằng các cuộn dây hình xuyến, tạo ra bằng cách quấn trên một vòng thép. Như vậy luôn có một số vòng của cuộn dây sẽ thông qua từ trường, và làm cho điện áp, dòng điện có dạng phẳng hơn. Zénobe Gramme đã thực hiện lại thiết kế này vài năm sau đó khi thiết kế một số nhà máy điện ở Paris trong thập niên 1870. Thiết kế này bây giờ được gọi là Gramme dynamo. Những phiên bản khác nhau đã được phát triển, và chế tạo từ dây, nhưng nguyên lý cơ bản về những cuộn dây xếp theo vòng đã trở thành trái tim của tất cả các dynamo hiện nay.

## Khái niệm
Máy phát điện làm di chuyển dòng điện nhưng không tạo ra điện tích. Những điện tích này sẵn có trong phần dẫn điện của dây quấn. Một cách nào đấy, nó có thể ví với một cái bơm, tạo ra dòng nước chảy nhưng không tự tạo ra nước.
Cũng có những máy phát điện kiểu khác, đưa trên những hiện tượng điện tự nhiên khác như hiệu ứng áp điện, hiệu ứng từ thủy động. Kết cấu của dynamo tương tự với các động cơ điện, và các loại dynamo thông dụng đều có thể hoạt động như một động cơ.

## Thuật ngữ
Các bộ phận của máy phát điện và các thiết bị liên quan có thể được gọi bằng những thuật ngữ cơ khí hoặc thuật ngữ điện. Mặc dù đã được phân loại riêng biệt, hai bộ thuật ngữ này thường được sử dụng thay thế lẫn nhau hoặc kết hợp một thuật ngữ cơ với một thuật ngữ điện. Điều này gây ra những xáo trộn lớn khi làm việc với những máy hỗn hợp như máy phát xoay chiều kích từ không chổi than, hoặc khi trao đổi với những người đã thường làm việc với những máy được chế tạo theo kiểu khác.
- Cơ học
- Rotor (Rôto), phần quay của một máy phát điện, dynamo hay động cơ điện.
- Stator (Stato), phần tĩnh của một máy phát điện, dynamo hay động cơ điện.
- Điện học
- Armature: cuộn dây phần ứng, thành phần sản xuất ra điện năng trong máy phát điện, dynamo hoặc động cơ. Cuộn dây phần ứng có thể đặt trên rô to hoặc sta to.
- Field: cuộn dây phần cảm: thành phần tạo ra từ trường của máy phát điện dynamo hay động cơ điện. Phần từ trường này có thể ở trên rô to hay sta to, và có thể là từ trường của nam châm vĩnh cửu hay từ trường của nam châm điện.

## Mạch tương đương
Mạch tương đương của máy phát và tải được hiển thị trên hình bên phải. Để có thể xác định được những thông số {\displaystyle V_{G}} và {\displaystyle R_{G}} của máy phát, vần thực hiện theo những bước dưới đây:
- Trước khi khởi động máy phát điện, đo điện trở giữa các đầu cực của nó bằng một ôm kế (ohmmeter). Đây là điện trở nội một chiều của máy {\displaystyle R_{GDC}}.
- Khởi động máy phát. Trước khi nối máy phát vào tải {\displaystyle R_{L}}, đo điện thế giữa các đầu cực máy phát. Ta có được điện thế hở mạch {\displaystyle V_{G}}.
- Nối máy phát với tải như hình vẽ Đo điện áp trên các đầu cực của máy phát khi máy đang chạy. Đây là điện thế mang tải của máy {\displaystyle V_{L}}.
- Đo điện trở tải {\displaystyle R_{L}}, nếu bạn chưa biết.
- Tính toán tổng trở nội xoay chiều của máy phát {\displaystyle R_{GAC}} theo công thức sau: {\displaystyle R_{GAC}={R_{L}}\left({{{V_{G}} \over {V_{L}}}-1}\right)}

Lưu ý 1: Tổng trở nội xoay chiều của máy phát điện khi đang chạy thường hoi cao hơn tổng trở nội một chiều của nó khi tĩnh. Nguyên lý trên cho phép bạn đo được cả hai giá trị. Khi tính toán thô, người ta có thể bỏ qua bước đo {\displaystyle R_{GAC}} và giả định rằng {\displaystyle R_{GAC}} và {\displaystyle R_{GDC}} bằng nhau.
Lưu ý 2: Nếu máy phát là máy phát điện xoay chiều thì phải dùng vôn kế xoay chiều để đo.

### Công suất định mức
Công suất định mức là công suất mà máy phát điện có thể phát ra an toàn liên tục mà không gây xáo trộn trong máy. Thông thường công suất định mức của một máy phát điện phụ thuộc vào các yếu tố sau:
- Tổng trở trong của phần dẫn điện
- Lượng nhiệt năng sinh ra khi có dòng điện đi qua phần dẫn điện
- Nhiệt độ làm việc an toàn liên tục của phần cách điện
- Chế độ làm mát của phần dẫn điện

### Công suất khả dụng
Công suất khả dụng là công suất tối đa mà máy phát có thể phát được an toàn liên tục mà không vi phạm các thông số kỹ thuật khác.
Thông thường, công suất định mức được tính toán ở các điều kiện tiêu chuẩn. Trong thực tế, các điều kiện vận hành của thiết bị có thể không đúng với điều kiện tiêu chuẩn. Vì thế công suất khả dụng thường thấp hơn công suất định mức.
Các điều kiện ảnh hưởng đến công suất khả dụng của máy là:
- Nhiệt độ môi trường
- Sự thay đổi chế độ làm mát của máy phát
- Sự lão hóa của chất cách điện, làm cho nhiệt độ chịu đựng của máy phải giảm xuống
- Những giới hạn của động cơ sơ cấp kéo nó
- Những giới hạn của các thiết bị lắp phía sau nó: máy cắt, máy biến áp, đường dây...

## Máy phát điện công suất thấp
Những chiếc xe có gắn động cơ đầu tiên có khuynh hướng lắp đặt các máy phát điện một chiều với bộ điều hòa điện thế bằng cơ khí. Kiểu này không được tin cậy hoàn toàn, và hiệu suất thấp, nên sau này đã được thay thế bằng các máy phát điện xoay chiều với những mạch chỉnh lưu lắp trong. Công suất của hệ thống điện này trên xe sẽ nạp lại cho các bình ắc quy sau khi khởi động. Ngõ ra định mức của nó thường trong khoảng 50 -100 A ở điện thế 12 V, tùy thuộc vào thiết kế tải phần điện bên trong xe. Một số xe hiện nay có hệ thống trợ động dùng điện, và hệ thống điều hòa nhiệt độ cũng bằng điện. Những thiết bị này này làm tăng tải của hệ thống điện. Các xe tải nặng hơn sẽ sử dụng nguồn 24 volt để có đầy đủ lực cho động cơ khởi động để có thể quay được các động cơ diesel lớn, mà không cần những sợi cáp điện lớn hơn, vốn ít tin cậy hơn. Các máy phát của xe thường không sử dụng nam châm vĩnh cửu; chúng có thể đạt được hiệu suất đến 90% ở trong một dải tốc độ rất rộng bằng cách điều khiển điện áp kích từ. Các máy phát dùng trong xe hai bánh lại sử dụng nam châm vĩnh cửu. Phần cảm của nó là các nam châm đất hiếm, vì thế có thể chế tạo nhỏ và nhẹ hơn các loại khác.
Một số máy phát điện nhỏ nhất có thể thấy là các máy phát điện cho đèn xe đạp. Các máy này thường là các máy phát nam châm vĩnh cửu, 0,5 A, cung cấp một công suất 3 đến 6 w ở điện thế 6 đến 12 V. Để có thể quay được bằng sức người đạp, vấn đề hiệu suất phải đặt ra hàng đầu, và phải được thiết kế và chế tạo rất tinh xảo, với những nam châm vĩnh cửu đất hiếm. Tuy nhiên, hiệu suất của nó chỉ có thể đạt được đến 60% với những máy phát tốt nhất, và 40% với loại thông thường, do phải sử dụng nam châm vĩnh cửu. Nhưng nếu muốn dùng máy phát điều chỉnh được kích từ, lại phải dùng bình ắc quy. Điều này không thể chấp nhận được, vì nó làm tăng trọng lượng và kích thước.
Những thuyền buồm thường sử dụng các máy phát kéo bằng sức nước hoặc sức gió, để nạp điện từ từ cho các bình ắc quy. Những chiếc chân vịt, các tua bin gió hoặc các bánh xe công tác sẽ được kết nối với các máy phát công suất thấp và bộ chỉnh lưu để có dòng điện đến 12 A ở tốc độ nhỏ nhất.

## Máy phát điện - động cơ nổ

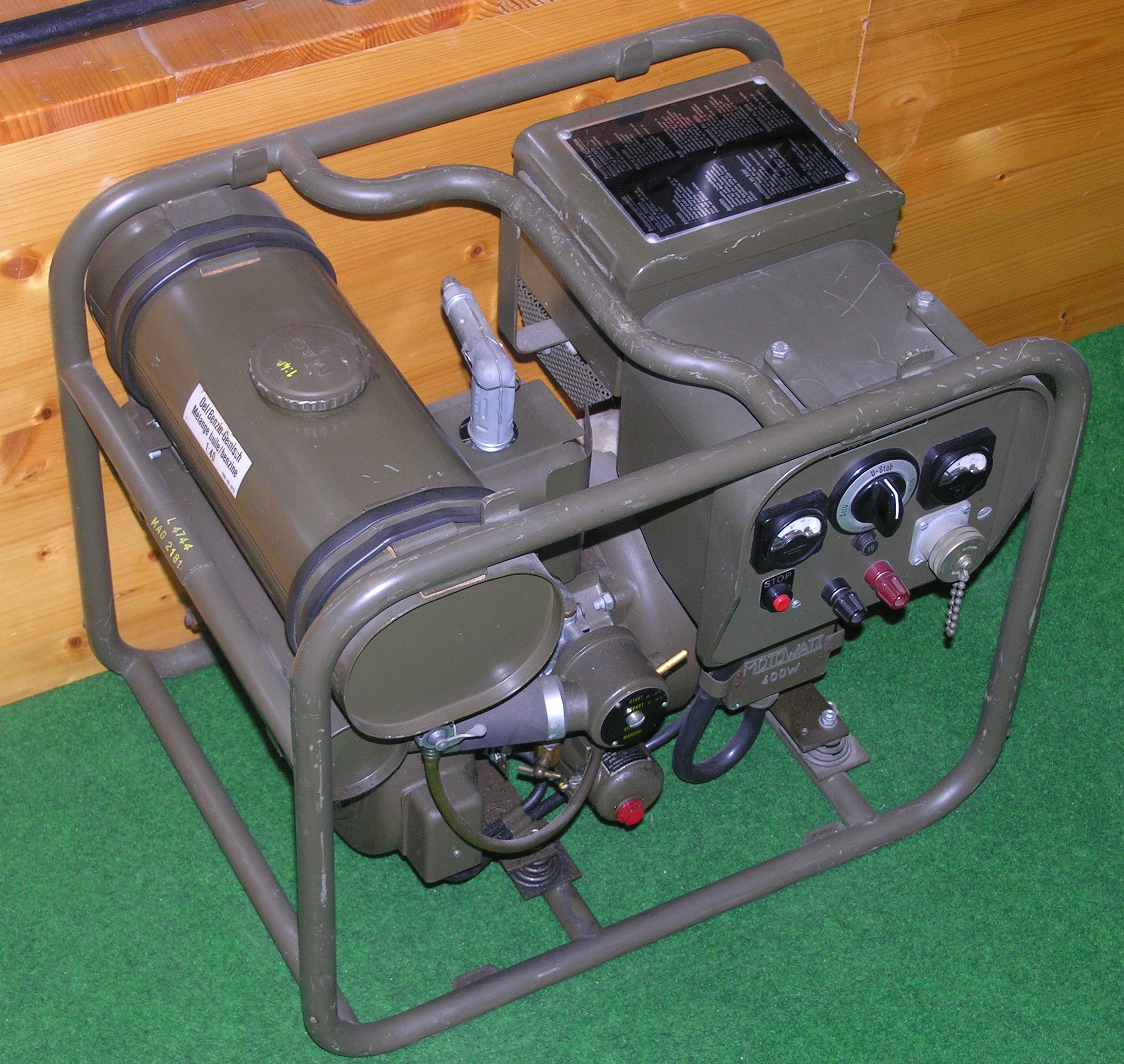
Máy phát điện - động cơ của một trạm thu phát vô tuyến. (nhà bảo tàng quân sự Dubendorf). Máy phát chỉ phát điện khi cần phát tín hiệu vô tuyến. Còn phía máy thu thì dùng nguồn ắc quy

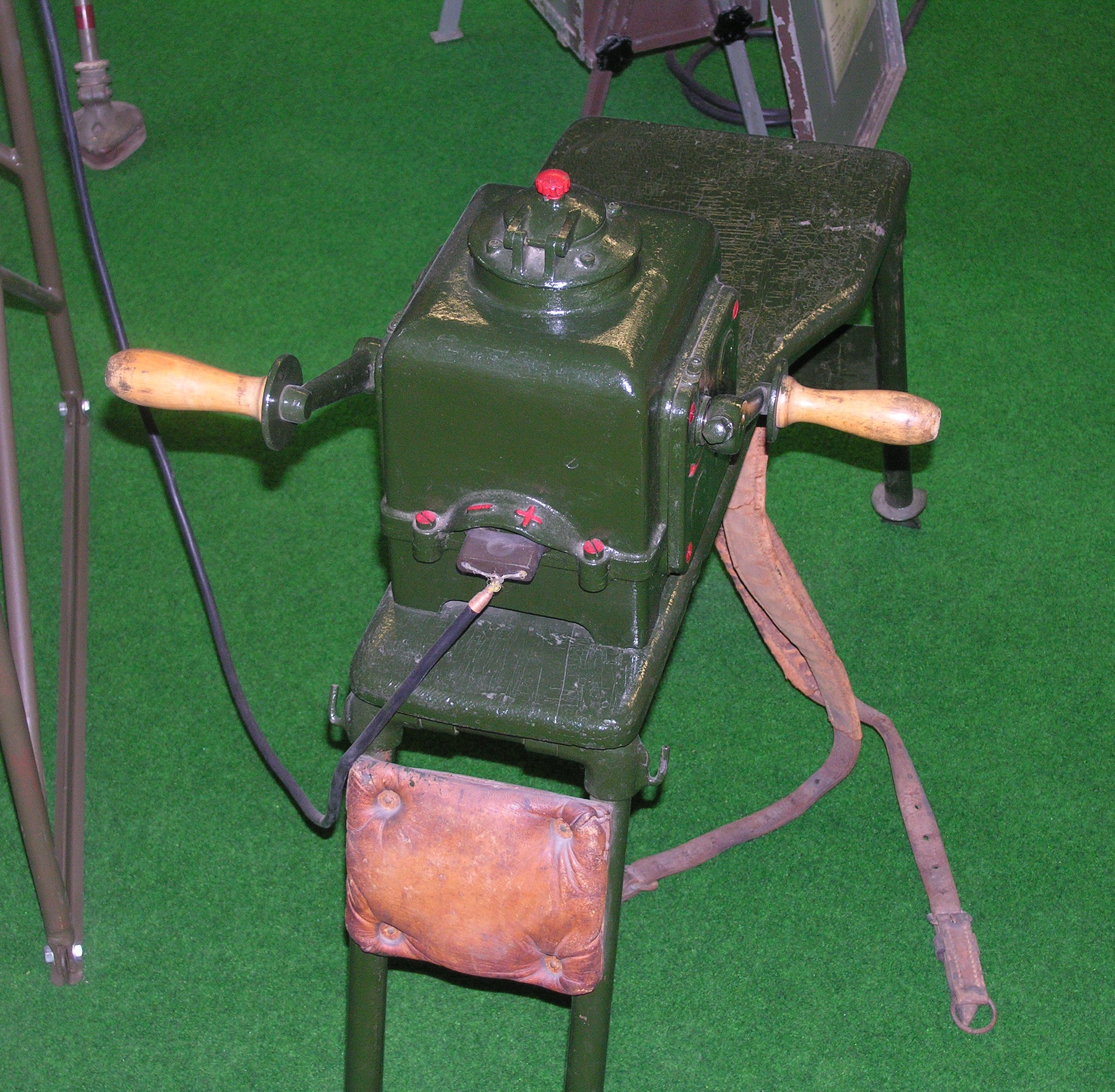
Máy phát điện quay tay của trạm thu phát vô tuyến (nhà bảo tàng quân sự Dubendorf)

Một máy phát điện - động cơ nổ là tổ hợp một máy phát điện và một động cơ nổ kéo nó thành một khối thiết bị. Tổ hợp này có khi được gọi là bộ máy phát điện - động cơ (engine-generator set) hoặc bộ máy phát (gen-set). Trong nhiều ngữ cảnh khác nhau, người ta có thể quên đi cái động cơ nổ, mà chỉ gọi đơn thuần cả tổ hợp là máy phát điện (generator).
Đi kèm với máy phát điện và động cơ nổ, các bộ máy phát điện - động cơ nổ thường có kèm theo một bồn chứa nhiên liệu, một bộ điều tốc cho động cơ nổ và một bộ điều thế cho máy phát điện. Nhiều khối máy còn kèm theo bình ắc quy và bộ động cơ điện khởi động. Những tổ máy dùng làm máy phát dự phòng thường bao gồm cả hệ thống tự động khởi động và một bộ chuyển mạch đảo nguồn transfer switch để tách tải ra khỏi nguồn điện dịch vụ và nối vào máy phát.
Các bộ máy phát điện - động cơ nổ cung cấp công suất điện xoay chiều sao cho nó có thể được sử dụng thay thế nguồn điện lưới thường phải mua từ các trạm phân phối của công ty điện lực. Các thông số điện áp (volt), tần số (Hz) và công suất (watt) định mức của máy phát được lựa chọn sao cho phù hợp với tải cần nối vào máy phát. Có cả hai loại máy một pha và ba pha. Rất ít loại máy ba pha là máy xách tay di động. Thường máy xách tay người ta chỉ làm máy một pha và hầu hết các máy ba pha là loại máy lớn dùng trong công nghiệp.
bộ máy phát điện - động cơ nổ thường được chế tao trong một dải công suất khá rộng. Nó có thể bao gồm từ các máy di động quay tay có thể cấp điện cỡ vài trăm watt, loại xách tay như hình vẽ trên, có thể cấp điện cỡ vài nghìn watt và loại tĩnh hoặc loại đặt trên rơ moóc có thể cấp điện đến vài triệu watt. Các máy nhỏ thường dùng nhiên liệu là xăng, và các máy lớn hơn sử dụng nhiều nguyên liệu khác nhau, từ dầu diesel, khí tự nhiên hay khí propane.
Khi sử dụng máy phát điện - động cơ nổ, bạn có thể phải quan tâm đến chất lượng của dạng sóng ra của nó. Điều này rất quan trong khi sử dụng những thiết bị điện tử nhạy cảm. Một bộ điều hòa điện năng power conditioner có thể lấy những sóng vuông do máy phát điện - động cơ nổ phát ra, và làm cho nó đẹp đẽ lại bằng cách cho nó chạy qua một mạch điện trong đó có phần trung gian là một bình ắc quy. Sử dụng một bộ nghịch lưu cao cấp thay thế máy phát điện có thể tạo ra điện áp có dạng sóng thuần sin hơn. Một vài loại nghịch lưu chạy rất êm, tạo ra điện áp sin rất sạch sẽ, phù hợp với máy tính điện tử và các thiết bị điện tử nhạy cảm. Tuy nhiên một số bộ nghịch lưu rẻ tiền không phát ra được điện áp sin hoàn hảo, và có thể làm hư hỏng một số thiết bị điện tử.
Các máy phát điện động cơ nổ thường được sử dụng để cung cấp điện cho các vùng mà nguồn điện lưới không kéo đến được, và trong những tình huống phải cấp điện ngắn hạn tạm thời. Các máy phát nhỏ đôi khi có thể dùng để cấp điện cho các dụng cụ tại các công trường xây dựng. Các máy phát điện loại rơ moóc có thể dùng cấp điện cho chiếu sáng, và các trò chơi giải trí trong các hội chợ di động.
Các máy phát điện dự phòng thường được lắp đặt cố định và luôn sẵn sàng hoạt động để cấp điện cho những tải quan trọng khi nguồn điện lưới bị gián đoạn. Bệnh viện, các cơ sở thông tin liên lạc, các trạm bơm và rất nhiều các dịch vụ quan trọng đều được lắp đặt máy phát điện dự phòng.
Các máy phát điện cỡ nhỏ hoặc cỡ trung đặc biệt phổ biến ở các nước trong thế giới thứ ba, nơi nguồn điện lưới không tin cậy. Các máy phát điện đặt trên rơ moóc có thể được kéo đến những vị trí thiên tai khi nguồn điện lưới bị gián đoạn.
Máy phát điện cũng có thể được vận hành bằng sức người để tạo ra nguồn điện tức thời trong lĩnh vực thông tin liên lạc.

## Máy phát điện - động cơ nổ công suất trung bình
Máy phát điện - động cơ nổ công suất trung bình như hình vẽ dưới đây là một bộ máy có công suất 100 kVA cấp điện áp 415 V với dòng điện khoảng 110 A per phase. Nó được kéo bằng một máy Perkins Phaser, sê ri 1000 dung tích xy lanh 6,7l có hệ thống nạp gió kiểu turbo. Máy này tiêu thụ khoảng 27l nhiên liệu mỗi giờ, có bồn chứa 400 l. Các máy phát điện tĩnh có thể được thiết kế đến hàng nghìn kW và thường quay ở tốc độ 1500 vòng/phút với tần số 50 Hz, và 1800 vòng/phút với tần số 60 Hz. Các bộ máy sử dụng động cơ diesel ở công suất tối ưu có thể phát được khoảng 3 kWh với mỗi kG nhiên liệu, và có thể có hiệu suất thấp hơn khi làm việc ở các tải khác. 

## Máy phát điện tua bin nước
Thông thường, các tua bin nước có tốc độ thấp. Vì thế các máy phát điện kéo bằng tua bin nước cũng có tốc độ rất thấp. Các máy này thường có nhiều đôi cực, trục ngắn, đường kính lớn, chế tạo theo kiểu cực lồi. Tùy theo thể loại, và tùy theo tốc độ của tua bin nước, các máy này có thể được đặt đứng hay nằm ngang.
Đối với những máy phát điện nhỏ, có đường kính ngoài nhỏ hơn 1 m, mạch từ của stator chỉ là một khối hình xuyến làm bằng các lớp lá thép kỹ thuật điện có sơn cách điện ghép lại. Đối với các máy có đường kính lớn hơn 1 m, thường phải làm từ nhiều khối dạng vòng cung.
Rotor của máy phát điện thường làm bằng nhiều khối thép rèn ghép lại với nhau thành nhiều cực từ. Trên mỗi cực từ có các cuộn dây kích thích quấn tập trung.

## Máy phát điện tua bin hơi và tua bin khí

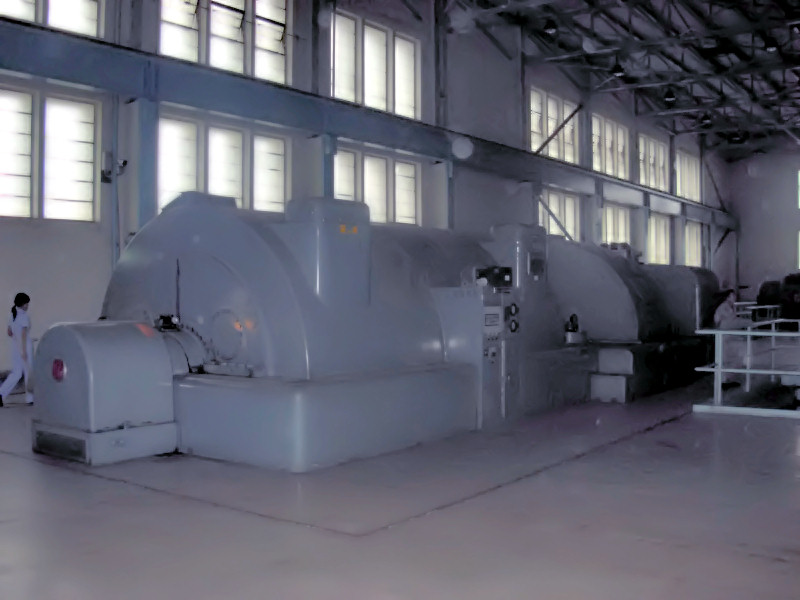
Máy phát điện kéo bằng Tua bin hơi nước

Các tua bin hơi và tua bin khí có tốc độ cao hơn tua bin nước. Các máy phát điện tua bin hơi hoặc tua bin khí thường được chế tạo với tốc độ cao nhất (3000 vòng/phút đối với máy có tần số 50 Hz, và 3600 vòng/ phút đối với máy 60 Hz). Hầu hết các máy phát điện tua bin hơi và máy phát điện tua bin khí là loại trục nằm ngang, chế tạo theo kiểu cực ẩn. Loại này có rotor dài hơn nhiều so với đường kính.
Stator của máy cũng giống như máy phát cực lồi. Thông thường với đa số các máy có đường kính lớn hơn 1 m, lõi thép stator được chế tạo thành nhiều cung, bằng thép silicon cao cấp, có tính định hướng, phủ chất cách điện để giảm thiểu tổn thất điện năng. Người ta thường không ghép thành một khối như các máy điện cỡ nhỏ, mà làm thành nhiều lớp, có khe hở ở giữa để thông gió làm mát.

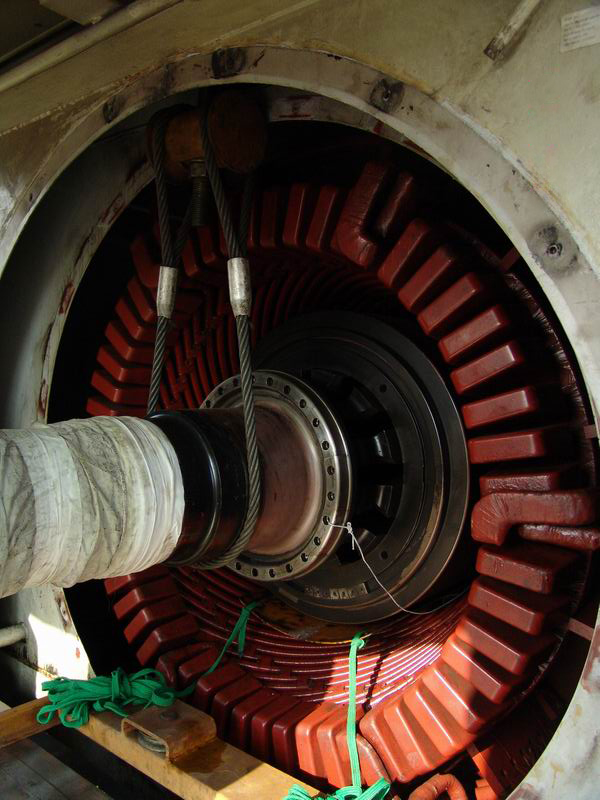
Các đầu dây Stator của một máy phát điện sau khi tháo nắp máy phát

Cuộn dây stator được làm từ các thanh dẫn đồng xếp nằm trong các rãnh, hai đầu nối lại với nhau thành các vòng dây. Các thanh dẫn thường không phải là thanh đặc nguyên khối, mà được làm từ các dây dẹp quấn bện theo kiểu Roebel, sao cho mỗi thanh nhỏ trong bó đều có một chiều dài bằng nhau, dù có phải uốn lượn theo nhiều hướng khác nhau. Các dây nối ra ngoài và dây nối giữa các pha, các vòng dây với nhau được cố định chắc chắn hai đầu bằng các vật liệu cách điện có độ bền điện và độ bền cơ học cao.
Điện áp ra của stator thường nằm trong khoảng vài kV đến 14,4 kV. Muốn truyền đi xa hơn, người ta thường phải dùng một máy biến áp tăng áp. Để lấy điện đưa xuống sử dụng cho các thiết bị điện phục vụ cho tổ máy vận hành, người ta dùng một máy biến áp hạ áp, trong trường hợp này gọi là máy biến áp tự dùng.

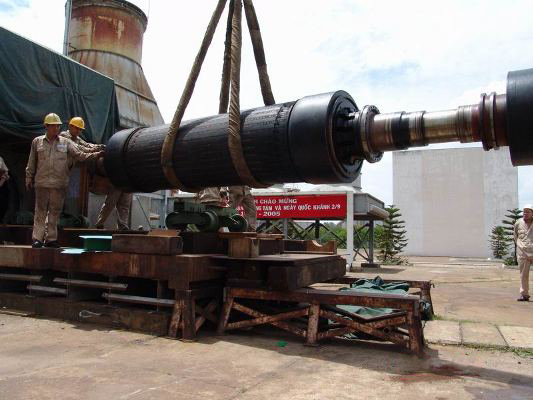
Rotor của một máy phát điện tua bin khí sau khi được rút ra ngoài, và chuẩn bị cầu về cơ xưởng

Rotor của nó có dạng trụ có xẻ rãnh, quấn nhiều cuộn dây kích từ đồng tâm. Hai đầu chỗ các mối hàn nối các thanh và các cuộn dây với nhau được bảo vệ bằng một vòng thép hình trụ, gọi là vòng hộ hoàn. Các dây dẫn ra ngoài được dẫn xuyên qua dọc theo trục máy để đưa ra phía đầu rotor. Từ đó có thể nối vào các vành nhận điện, để có thể đưa dòng điện từ bên ngoài vào qua các chổi than. Dòng điện đưa vào rotor máy phát điện thường là dòng điện một chiều, gọi là dòng kích thích.
Thông thường, hai đầu của rotor đều có lắp đặt cánh quạt để thổi chất khí đi vào theo các dường dẫn đặt sẵn, để làm mát máy. Chất khí đó có thể là không khí tự nhiên, thông với môi trường bên ngoài, hoặc khí hydro, tuần hoàn kín. Trong trường hợp tuần hoàn kín, có thể phải lắp đặt thêm một số bộ trao đổi nhiệt, để làm mát chất khí đó bằng nước.
Các máy phát điện tua bin hơi và máy phát điện tua bin khí có thể chế tạo từ một vài MW đến 700 MW.

## Một số kỹ thuật mới
Trong khoảng 40, 50 năm gần đây, có nhiều kỹ thuật mới được sử dụng để chế tạo máy phát điện. Có thể kể như sau:
- Hệ thống kích thích không chổi than, còn gọi là hệ thống kích thích xoay chiều. Thay máy phát kích thích một chiều bằng máy xoay chiều, và sử dụng hệ thống chỉnh lưu quay. Điều này cho phép loại bỏ hệ thống chổi than kềnh càng, không tin cậy.
- Hệ thống kích thích tĩnh. Không dùng máy kích thích cả một chiều lẫn xoay chiều. thay bằng một biến thế kích thích, và hệ thống chỉnh lưu công suất.
- Hệ thống máy phát điện áp cao: Thay các dây quấn Stator bằng hệ thống dây cáp điện lực cao áp. Nhờ đó giảm được công chế tạo dây quấn máy phát, và có thể nâng điện áp ra đến 70 kV.

## Các chế độ vận hành
Máy phát điện có thể có các chế độ vận hành khác nhau như sau:
- Phát điện độc lập, cung cấp điện cho một nhóm tải tập trung
- Phát điện song song. Hòa đồng bộ với các máy khác, cung cấp cho một nhóm tải.
- Hòa đồng bộ với lưới. Cung cấp công suất lên lưới điện.
- Phát vô công, làm máy bù đồng bộ.

## Các bằng sáng chế
- Bằng sáng chế Hoa Kỳ số 222,881—Magneto-Electric Machines: Thomas Edison's main continuous current dynamo. The device's nickname was the "long-legged Mary-Ann". This device has large bipolar magnets. It is inefficient.
- Bằng sáng chế Hoa Kỳ số 373,584—Dynamo-Electric Machine: Edison's improved dynamo which includes an extra coil and utilizes a field of force.
- Bằng sáng chế Hoa Kỳ số 359.748—Dynamo Electric Machine - Nikola Tesla's construction of the alternating current induction motor/generator.
- Bằng sáng chế Hoa Kỳ số 406.968—Dynamo Electric Machine - Tesla's "Unipolar" machine (i.e., a disk or cylindrical conductor is mounted in between magnetic poles adapted to produce a uniform magnetic field).
- Bằng sáng chế Hoa Kỳ số 417.794—Armature for Electric Machines -Tesla's construction principles of the armature for electrical generators and motors. (Related to patents numbers US327797, US292077, and GB9013.)
- Bằng sáng chế Hoa Kỳ số 447.920—Method of Operating Arc-Lamps - Tesla's alternating current generator of high frequency alternations (or pulsations) above the auditory level.
- Bằng sáng chế Hoa Kỳ số 447.921—Alternating Electric Current Generator - Tesla's generator that produces alternations of 15000 per second or more.